# ولم علیا
روستای ولم علیا در شهرستان محمودآباد در استان مازندران واقع شده است.
این روستا که در دهستان هرازپی شمالی بخش سرخرود قرار دارد بر اساس آمار گیری سال ۱۳۹۵ مرکز آمار ایران ۲۸۲ نفر (۹۴ خانوار) بود.

## مردم شناسی
شغل اصلی مردم روستا کشاورزی و محصول حاصل از آن برنج می‌باشد.این روستا دارای یک مسجد بزرگ و بسیار زیبا است. در دی ماه سال ۸۵ حسینیهٔ زیبایی نیز با همت مردم روستا ساخته شد و به بهره‌برداری رسید که در ماه محرم عزاداران زیادی درآن جا به عزاداری سالار شهیدان پرداختند. این روستا دارای مدرسه‌ای است که در سال 1362 افتتاح شده است.ولی به علت کمی تعداد دانش آموزان در سال 83تعطیل شده ودانش آموزان به مدرسه عبدالله آباد می روند.این روستا دارای امکانات آب وبرق وگاز وتلفن می‌باشد.اکثر جوانان با توجه به مسائل کاری از روستا به شهرهای مختلف مهاجرت نموده اند.متاسفانهمتأسفانه زمینهای کشاورزی روستا در سالهای اخیر باتوجه به عدم رونق شالیکاری به ساخت و ساز تبدیل شده است و از زیبائی روستا کاسته شده است.مردم این روستا بسیار مهمان نواز  هستند .

## منبع
بخش سرخرود
شهرستان محمودآباد